# پروانه کریسمس
پروانه کریسمس یا پروانه مرکبات (نام علمی: Papilio demodocus) نام یک گونه از سرده پروانه‌های پاپیلیو است. عمر این پروانه به اندازه‌ای است که سه نسل از آن در هر سال زاده می‌شوند و می می‌میرند. پروانه کریسمس بر روی درختان مرکبات تخم می‌گذارد.

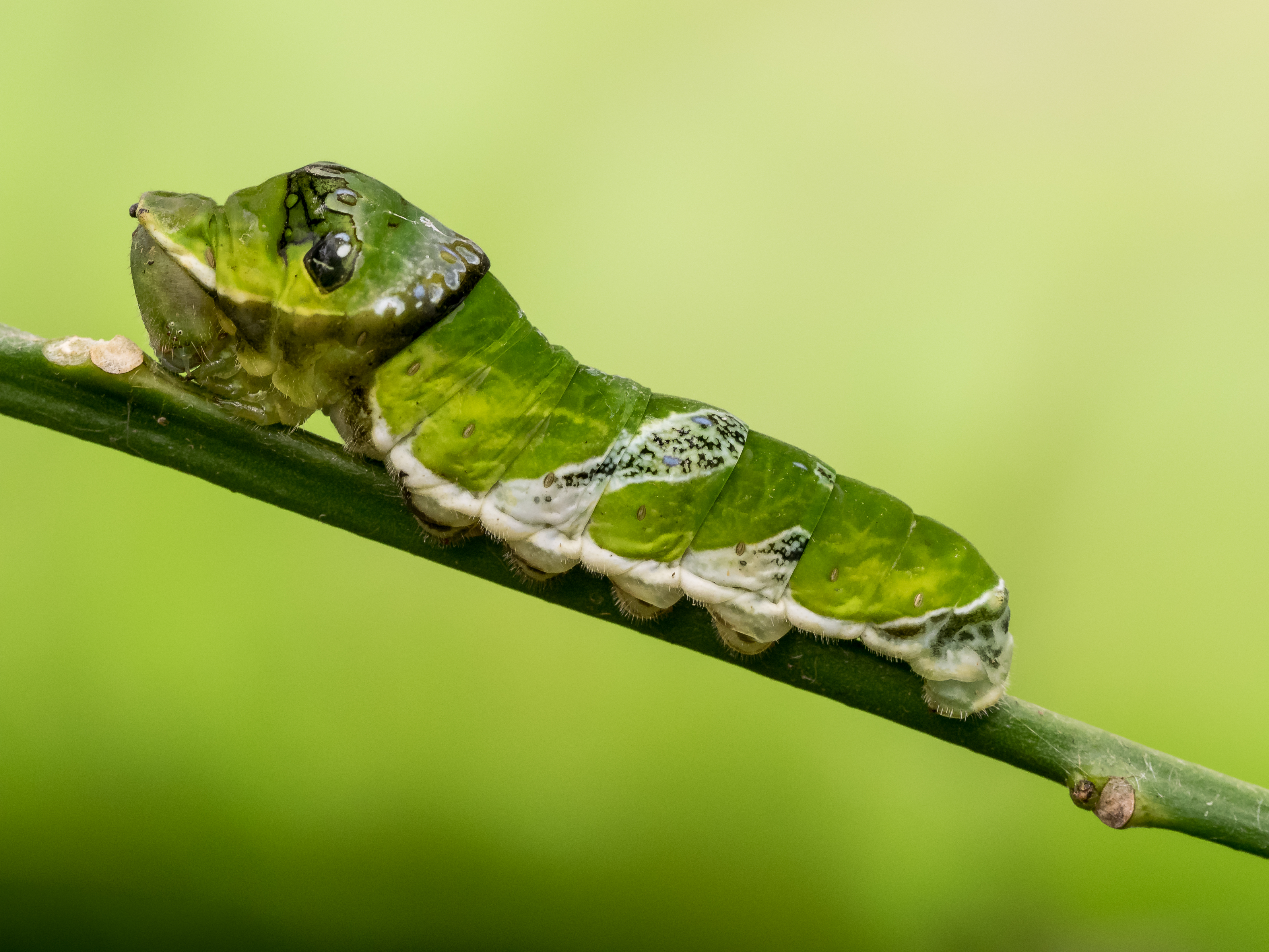
کرم ابریشم پروانه کریسمس

## نگارخانه

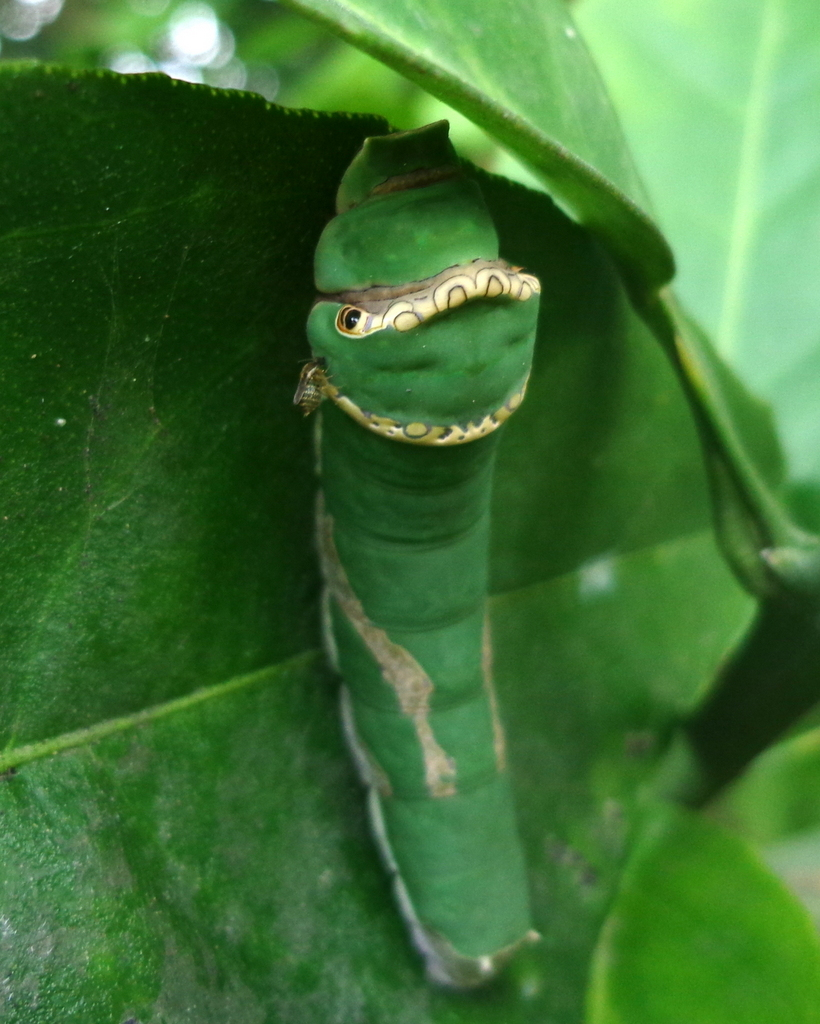
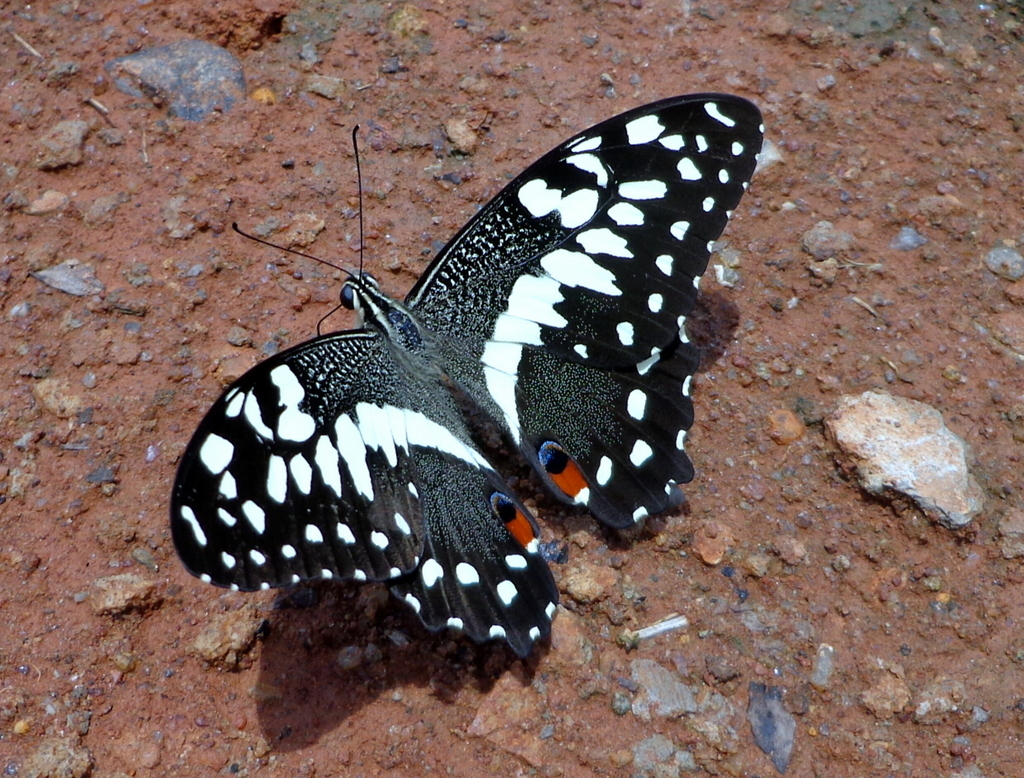
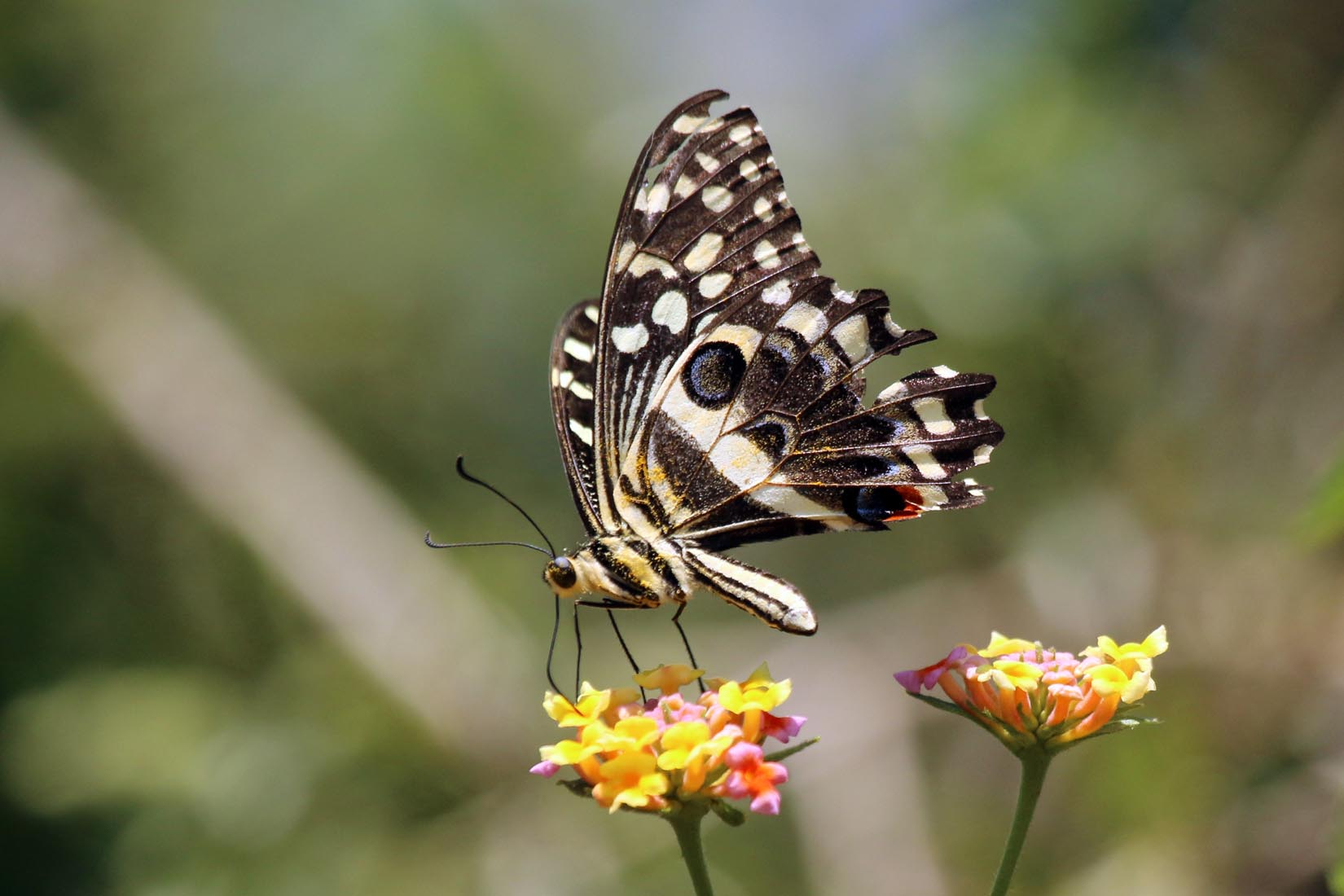
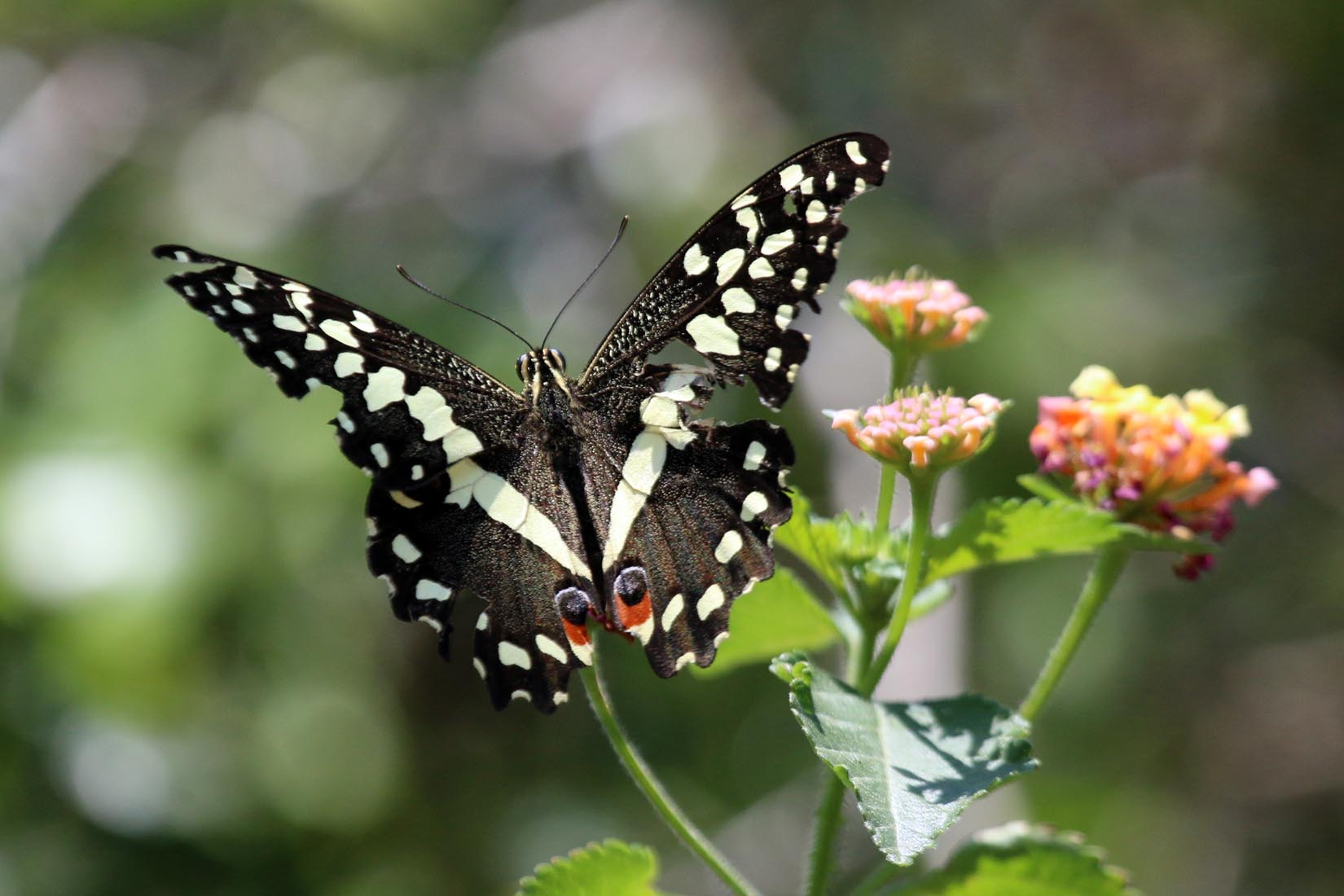
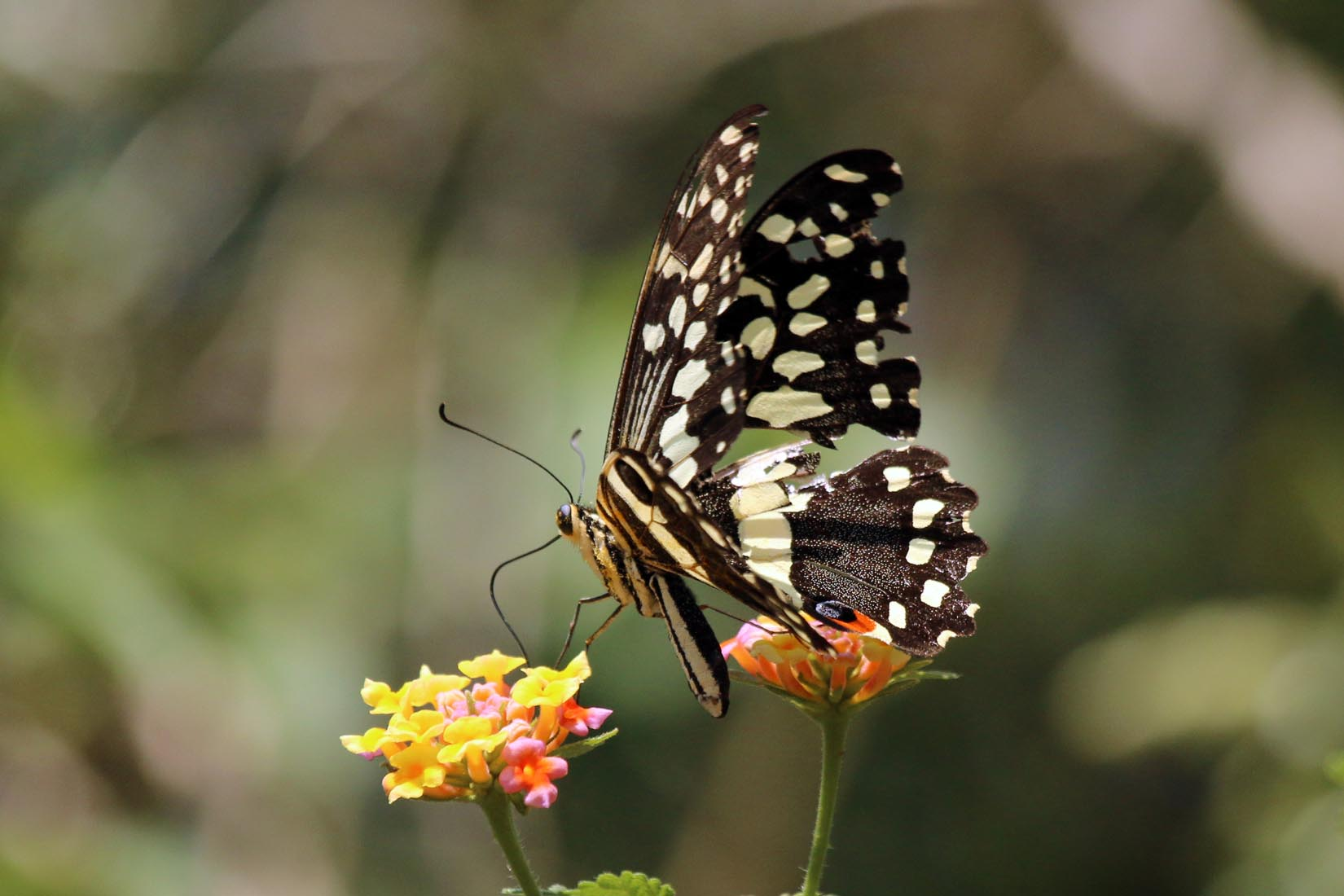